# Översttjärnen (Haverö socken, Medelpad)
Översttjärnen är en sjö i Ånge kommun i Medelpad och ingår i Ljungans huvudavrinningsområde. Sjön har en area på 0,0546 kvadratkilometer och ligger 293,1 meter över havet.

## Delavrinningsområde
Översttjärnen ingår i det delavrinningsområde (692387-144982) som SMHI kallar för Utloppet av Djup-Horten. Medelhöjden är 335 meter över havet och ytan är 16,77 kvadratkilometer. Räknas de 4 avrinningsområdena uppströms in blir den ackumulerade arean 88,28 kvadratkilometer. Kvarnån (Hortesån) som avvattnar avrinningsområdet har biflödesordning 2, vilket innebär att vattnet flödar genom totalt 2 vattendrag innan det når havet efter 173 kilometer. Avrinningsområdet består mestadels av skog (84 procent). Avrinningsområdet har 0,95 kvadratkilometer vattenytor vilket ger det en sjöprocent på 5,6 procent.